# Gambrinus liga 2005/2006
Sezóna 2005/06 Gambrinus ligy je 13. sezónou v samostatné české lize. Začala 7. srpna 2005 a skončila 13. května 2006. Do tohoto ročníku postoupily z druhé ligy týmy FK SIAD Most, FC Vysočina Jihlava a FC Viktoria Plzeň. Po skončení sezóny do druhé ligy sestoupily FK Chmel Blšany a FC Vysočina Jihlava. Mistrem se stal tým FC Slovan Liberec.

## Konečná tabulka
| Poř. | Tým                     | Z  | V  | R  | P  | VG | OG | B  |
| ---- | ----------------------- | -- | -- | -- | -- | -- | -- | -- |
| 1.   | FC Slovan Liberec       | 30 | 16 | 11 | 3  | 43 | 22 | 59 |
| 2.   | FK Mladá Boleslav       | 30 | 16 | 6  | 8  | 50 | 36 | 54 |
| 3.   | SK Slavia Praha         | 30 | 15 | 9  | 6  | 56 | 34 | 54 |
| 4.   | FK Teplice              | 30 | 12 | 16 | 2  | 38 | 24 | 52 |
| 5.   | AC Sparta Praha (C) (P) | 30 | 13 | 6  | 11 | 43 | 39 | 45 |
| 6.   | FC Baník Ostrava        | 30 | 10 | 10 | 10 | 35 | 32 | 40 |
| 7.   | 1. FC Slovácko          | 30 | 9  | 11 | 10 | 29 | 28 | 38 |
| 8.   | FK Jablonec 97          | 30 | 10 | 7  | 13 | 35 | 39 | 37 |
| 9.   | SK Sigma Olomouc        | 30 | 10 | 7  | 13 | 34 | 44 | 37 |
| 10.  | FK SIAD Most (N)        | 30 | 10 | 6  | 14 | 34 | 41 | 36 |
| 11.  | FC Tescoma Zlín         | 30 | 8  | 11 | 11 | 27 | 33 | 35 |
| 12.  | 1. FC Brno              | 30 | 7  | 14 | 9  | 35 | 36 | 35 |
| 13.  | FK Marila Příbram       | 30 | 8  | 10 | 12 | 36 | 36 | 34 |
| 14.  | FC Viktoria Plzeň (N)   | 30 | 7  | 10 | 13 | 30 | 43 | 31 |
| 15.  | FC Vysočina Jihlava (N) | 30 | 6  | 11 | 13 | 20 | 36 | 29 |
| 16.  | FK Chmel Blšany         | 30 | 5  | 11 | 14 | 22 | 44 | 26 |

- N = nováček (minulou sezónu hrál nižší soutěž a postoupil); C = obhájce titulu; P = vítěz českého poháru

|  | Postup do 3. předkola Ligy mistrů 2006/07 |
|  | Postup do 2. předkola Ligy mistrů 2006/07 |
|  | Postup do 2. předkola Poháru UEFA 2006/07 |
|  | Postup do 2. předkola Poháru UEFA 2006/07 |
|  | Postup do Poháru Intertoto 2006           |
|  | Sestup do 2. ligy 2006/07                 |

## Statistiky
- Celkem diváků: 980 844 diváků
- Průměr diváků na zápas: 4 265 diváků
- Nejvyšší průměrná návštěvnost: AC Sparta Praha – 7 211 diváků na zápas
- Nejnižší průměrná návštěvnost: Chmel Blšany – 1 742 diváků na zápas
- Nejvyšší návštěva: 20 318 diváků, 24. kolo, AC Sparta Praha – SK Slavia Praha 2:1
- Nejnižší návštěva: 580 diváků, 17. kolo, FC Vysočina Jihlava – 1.FC Brno 0:0

## Soupisky mužstev
- V závorce za jménem je uveden počet utkání a branek, u brankářů ještě počet čistých kont

### FC Slovan Liberec
Marek Čech (28/0/14),
Zbyněk Hauzr (2/0/0) –
Martin Abraham (21/2),
Juraj Ančic (15/1),
Jiří Bílek (12/1),
Jan Blažek (6/1),
Jakub Dohnálek (2/0),
Filip Dort (14/2),
Libor Došek (1/1),
Josef Hamouz (20/0),
Ivan Hodúr (25/4),
Radek Hochmeister (19/1),
Jan Holenda (18/4),
Filip Hološko (15/6),
Tomáš Janů (29/1),
Pavel Košťál (27/2),
József Magasföldi (3/0)
Milan Matula (22/2),
Petr Papoušek (27/2),
Zbyněk Pospěch (24/5),
Daniel Pudil (29/3),
Tomas Radzinevičius (4/0),
Peter Šinglár (26/1),
Josef Tuma (6/0),
Tomáš Zápotočný (24/4) –
trenér Vítězslav Lavička, asistenti Josef Petřík, Michal Zach, Libor Macháček (1.–16. kolo) a Milan Veselý (16.–30. kolo)

### FK Mladá Boleslav
Pavel Kučera (17/0/6),
Miroslav Miller (14/0/2) –
Miloš Brezinský (19/0),
David Brunclík (6/0),
Tomáš Čáp (17/1),
Radim Holub (12/5),
Petr Krátký (6/0),
Marek Kulič (28/11),
Jan Kysela (26/2),
Marek Matějovský (26/4),
Michal Ordoš (13/2),
Marián Palát (21/2),
Luboš Pecka (29/8),
Jose Diogo Pires (6/0),
Jiří Rychlík (24/1),
Tomáš Sedláček (7/1),
Pavel Simr (7/1),
Jiří Skála (1/0),
Martin Sviták (8/1),
František Ševinský (29/3),
Jaromír Šmerda (17/0),
Ondřej Švejdík (24/1),
Lukáš Vaculík (17/3),
Jiří Vít (28/3) –
trenér Dušan Uhrin, asistenti Petr Čuhel a Jiří Macháček (17.–30. kolo)

### SK Slavia Praha
Matúš Kozáčik (16/0/4),
Aleksander Šeliga (2/0/0),
Michal Vorel (13/0/5) –
Adauto (2/0),
Ante Aračić (9/0),
Martin Černoch (4/0),
Milan Černý (5/0),
Radek Dosoudil (8/0),
Pavel Eliáš (3/0),
Pavel Fořt (22/7),
Gaúcho (10/5),
Patrik Gedeon (5/0),
Zoltán Hercegfalvi (9/0),
Miroslav Holeňák (17/2),
Tomáš Hrdlička (18/4),
David Hubáček (19/0),
Petr Janda (13/1),
Lukáš Jarolím (29/4),
David Kalivoda (11/2),
Ivan Kováč (4/0),
Matej Krajčík (24/3),
Karel Kratochvíl (11/0),
Martin Latka (13/2),
Tomáš Pešír (15/1),
Karel Piták (25/10),
Jiří Studík (4/0),
Marek Suchý (21/0),
Michal Švec (10/0),
Dušan Švento (23/5),
Cesareo Victorino (4/0),
Stanislav Vlček (30/10),
Petr Zábojník (10/0),
Martin Zbončák (9/0) –
trenér Karel Jarolím, asistenti Petr Vrabec a Miroslav Janů

### FK Teplice
Tomáš Poštulka (30/0/12) –
Petr Benát (23/1),
Ariel Damián Cólzera (2/0),
Michal Doležal (26/5),
Edin Džeko (13/3),
Martin Fenin (16/2),
Tomáš Hunal (27/0),
Tomáš Jirsák (25/2),
Pavel Karlík (1/0),
Josef Kaufman (21/0),
Martin Klein (19/1),
Zdeněk Koukal (5/0),
Jiří Kowalík (2/0),
Pavel Krmaš (29/3),
Karel Kroupa (8/0),
Jiří Mašek (15/5),
Karel Rada (29/1),
Emil Rilke (28/1),
Antonín Rosa (2/0),
Vlastimil Ryška (3/0),
Jiří Sabou (25/4),
Ondřej Szabo (10/0),
Jan Štohanzl (5/0),
Dušan Tesařík (12/0),
Adam Varadi (11/2)
Pavel Verbíř (29/6) –
trenér Vlastimil Mareček, asistenti Jiří Bartl, Svatopluk Habanec a Vladimír Počta

### AC Sparta Praha
Jaromír Blažek (29/0/9),
Tomáš Grigar (2/0/0) –
Libor Došek (28/7),
Václav Drobný (10/0),
Michal Hanek (2/0),
Ondřej Herzán (7/1),
Jiří Jeslínek (3/0),
Marek Jungr (1/0),
Michal Kadlec (29/0),
Karol Kisel (24/3),
Daniel Kolář (7/1),
Tomáš Kóňa (10/0),
Luboš Loučka (5/1),
Petr Lukáš (18/0),
Mauro Lustrinelli (13/3),
Miroslav Matušovič (28/5),
Pavel Pergl (9/0),
Martin Petráš (14/2),
Adam Petrouš (13/0),
Karel Poborský (6/1),
Tomáš Poláček (17/4),
Zdeněk Pospěch (29/5),
Tomáš Řepka (13/0),
Tomáš Sivok (15/3),
Miroslav Slepička (16/1),
Jan Šimák (18/0),
Radoslav Zabavník (14/1),
Lukáš Zelenka (28/8) –
trenéři Jaroslav Hřebík (1.–9. kolo) a Stanislav Griga (10.–30. kolo), asistenti Jaroslav Šilhavý a Boris Kočí (1.–16. kolo), Jan Stejskal a Róbert Paldan (17.–30. kolo)

### FC Baník Ostrava
Martin Raška (25/0/11),
Petr Vašek (5/0/0) –
Pavel Besta (30/0),
David Bystroň (27/1),
Petr Cigánek (5/0),
Martin Čížek (16/1),
Petr Čoupek (19/1),
Josef Hoffmann (22/1),
Maroš Klimpl (29/0),
Michal Lesák (9/0),
Martin Lukeš (15/4),
Lukáš Magera (29/5),
František Metelka (22/1),
Vladimír Mišinský (8/0),
Michal Papadopulos (15/5),
Filip Racko (3/1),
František Rajtoral (26/0),
Radek Slončík (18/0),
Zdeněk Staněk (20/0),
David Střihavka (11/2),
Petr Tomašák (13/1),
Adam Varadi (13/6),
Róbert Zeher (13/0),
Libor Žůrek (23/5) –
trenéři Jozef Jarabinský (1.–4. kolo) a Pavel Hapal (5.–30. kolo), asistenti Erich Cviertna a Dušan Vrťo (1.–4. kolo), Svatopluk Schäfer, Libor Pala (5.–8. kolo) a Jiří Neček (17.–30. kolo)

### 1. FC Slovácko
Petr Drobisz (29/0/12),
Miroslav Ondrůšek (1/0/0) –
Daniel Břežný (7/1),
Jakub Bureš (2/0),
Juraj Czinege (7/1),
Petr Čoupek (1/0),
Petr Filipský (3/0),
Milan Ivana (29/11),
Jiří Kowalík (1/0),
Ondřej Kúdela (12/1),
Mario Lička (28/1),
Ondřej Lysoněk (15/0),
Vladimír Malár (27/3),
Pavel Malcharek (19/0),
Pavel Němčický (18/0),
Rudolf Obal (12/0),
Michal Ordoš (12/0),
Jan Palinek (10/0),
Petr Pavlík (16/1),
Milan Petržela (21/0),
Tomáš Polách (21/1),
Zbyněk Pospěch (1/0),
Jan Rajnoch (28/2),
Ferenc Róth (17/1),
Thomas Sowunmi (24/4),
Darko Šuškavčević (29/1),
Martin Švejnoha (25/1) –
trenér Ladislav Molnár (1.–10. kolo) a Stanislav Levý (11.–30. kolo), asistenti Luděk Zajíc (1.–16. kolo), Jaromír Piták a Jiří Jurásek (17.–30. kolo)

### FK Jablonec 97
Jiří Bobok (3/0/0),
Michal Špit (27/0/7),
Jan Zelenka (1/0/0) –
Miroslav Baranek (24/2),
Václav Drobný (15/0),
Tomáš Glos (7/0),
Ladislav Grubhoffer (6/0),
Richard Hrotek (24/0),
Luboš Hušek (23/1),
Josef Jindříšek (16/1),
Rostislav Kiša (11/2),
Filip Klapka (23/2),
Michal Kordula (25/1),
Štěpán Kučera (8/0),
Jaroslav Laciga (6/0),
David Lafata (14/3),
Luboš Loučka (4/1),
Tomáš Michálek (16/7),
Petr Musil (6/0),
Dušan Nulíček (8/0),
Vladimír Pončák (19/0),
Petr Smíšek (25/4),
Jan Svátek (12/1),
Jiří Svojtka (16/0),
Zdeněk Šenkeřík (15/6),
Karel Vrabec (3/0),
Jozef Weber (29/1),
Petr Zábojník (7/0) –
trenér Petr Rada, asistenti Zdeněk Klucký a Radim Straka

### SK Sigma Olomouc
Martin Blaha (3/0/0),
Tomáš Lovásik (28/0/8) –
Peter Babnič (17/2),
Aleš Bednář (2/0),
Rogério Márcio Botelho Gaúcho (6/2),
Tomáš Glos (4/0),
Martin Horáček (22/2),
Michal Hubník (20/6),
Roman Hubník (27/2),
Martin Hudec (23/3),
Aleš Chmelíček (10/3).
Tomáš Janotka (2/0),
Marek Kašťák (13/0),
Radim Kopecký (3/0),
Michal Kovář (25/1),
Radim König (14/0),
Ivo Krajčovič (5/0),
Radim Kučera (2/0),
Melinho (15/3),
Ladislav Onofrej (28/4),
Andrej Pečnik (13/0),
Tomáš Randa (26/1),
David Rojka (12/3),
Filip Rýdel (27/1),
Jan Schulmeister (11/1),
Vojtěch Schulmeister (1/0),
Radek Špiláček (18/0),
Pavel Šultés (9/0),
Kamil Vacek (9/0),
Michal Vepřek (3/0),
Martin Vyskočil (21/0) –
trenér Petr Uličný, asistenti Karel Trnečka a Augustin Chromý

### FK SIAD Most
Jaroslav Beláň (1/0/0),
Martin Svoboda (30/0/8) –
Martin Boček (11/1),
Adam Brzezina (26/4),
Radek Čížek (24/1),
Michal Gašparík (13/1),
André Hainault (13/1),
Zdeněk Houšť (13/0),
Martin Hruška (7/0),
Ladislav Jamrich (4/0),
Petr Jendruščák (28/2),
Arnaud Kouyo (4/0),
Tomáš Kulvajt (7/0),
Michal Macek (22/1),
Vincent Mendy (14/3),
Jiří Novotný (26/0),
Aleš Pikl (11/4),
Tomáš Pilař (29/2),
Tomáš Poláček (4/1),
Jan Procházka (22/1),
Lukáš Schut (1/0),
Horst Siegl (29/9),
Richard Sitarčík (9/0),
Gratien Gaël Suarez (1/0),
Aleš Škerle (29/0),
Jaroslav Škoda (18/1),
Václav Štípek (15/0),
Roman Švrček (6/1),
Vitali Trubila (1/0),
Martin Zbončák (11/0) –
trenér Přemysl Bičovský (1.–16. kolo) a Zdeněk Ščasný (17.–30. kolo), asistenti Jan Štefko a Martin Luger

### FK Svit Zlín
Vít Baránek (20/0/9),
Aleš Kořínek (2/0/0),
Otakar Novák (8/0/1) –
Martin Bača (25/2),
Marek Čelůstka (1/0),
Bronislav Červenka (26/0),
Václav Činčala (24/5),
Roman Dobeš (12/0),
Tomáš Dujka (13/0),
Tomáš Janíček (24/0),
Jan Jelínek (5/0),
Jan Kraus (28/6),
Zdeněk Kroča (29/2),
Edvard Lasota (5/0),
Josef Lukaštík (25/2),
Lukáš Opiela (20/0),
Aleš Pikl (9/0),
Juraj Škripec (18/0),
Jaroslav Švach (28/2),
Vlastimil Vidlička (26/0),
Vít Vrtělka (27/1),
Václav Zapletal (22/2),
Ivo Zbožínek (10/2),
Jan Žemlík (10/2) –
trenér Lubomír Blaha st., asistenti Marek Kalivoda a Pavel Hoftych

### 1. FC Brno
Peter Brezovan (7/0/1),
Martin Lejsal (12/0/4),
Michal Václavík (12/0/3) –
Libor Baláž (21/2),
Aleš Besta (24/5),
Jaroslav Černý (28/2),
Marián Had (11/0),
Lukáš Hlavatý (5/0),
Mario Holek (23/2),
David Horejš (22/1),
Zdeněk Houšť (2/0),
Filip Chlup (15/0),
Petr Krátký (3/0),
Martin Kuncl (11/0),
Pavel Mezlík (25/3),
Radek Mezlík (4/0),
Petr Musil (2/0),
Zdeněk Partyš (11/0),
Petr Pavlík (13/1),
Aleš Schuster (19/0),
Patrik Siegl (27/2),
Pavel Simr (16/3),
Roman Smutný (1/0),
Marek Střeštík (1/0),
Petr Švancara (21/6),
Jan Trousil (28/1),
Karel Večeřa (15/0),
Pavel Vrána (6/1),
Luděk Zelenka (26/6),
Martin Živný (4/0) –
trenér Jiří Kotrba (1.–9. kolo) a Josef Mazura (10.–30. kolo), asistenti Miroslav Soukup a Rostislav Horáček

### FK Marila Příbram
Oldřich Pařízek (27/0/5),
Radek Sňozík (4/0/1) –
Jan Buryán (27/3),
Martin Čupr (26/1),
Radek Divecký (12/3),
Tomáš Fenyk (1/0),
René Formánek (29/1),
Tomáš Frejlach (17/4),
Jan Gruber (10/0),
Pavel Hašek (13/0),
Nedim Hiroš (2/0),
Daniel Huňa (12/1),
Petr Javorek (2/0),
Michal Klesa (27/1),
Václav Koloušek (14/0),
Marcel Mácha (29/0),
Alexandre Mendy (13/2),
Jiří Mlika (2/0),
Jakub Navrátil (23/1),
Rudolf Otepka (22/8),
Miloslav Penner (24/0),
Tomáš Pilík (12/1),
Lukáš Pleško (10/1),
Miroslav Podrazký (3/0),
Jan Riegel (28/6),
Luděk Stracený (16/2),
Jan Vošahlík (8/0) –
trenér Pavel Tobiáš, asistenti Daniel Drahokoupil a Karel Krejčí

### FC Viktoria Plzeň
David Bičík (3/0/0),
Ján Mucha (9/0/2),
Martin Ticháček (18/0/4) –
Milan Barteska (27/2),
Aleš Bednář (25/0),
Tomáš Borek (1/0),
Martin Fillo (29/6),
Ondřej Honka (3/0),
Marek Jarolím (5/0),
Martin Knakal (28/1),
Petr Knakal (7/0),
Miloslav Kousal (24/5),
Tomáš Krbeček (4/1),
David Limberský (23/3),
Radek Pilař (25/0),
Václav Procházka (28/1),
Tomáš Rada (23/1),
Michal Smejkal (9/2),
Marek Smola (29/0),
Jan Svátek (7/0),
Jiří Šíma (8/0),
Petr Šíma (4/0),
Martin Švejnoha (13/0),
Ondřej Šiml (1/0),
Robert Vágner (27/5),
Petr Vlček (10/0),
Jan Zakopal (29/3) –
trenér Zdeněk Michálek (1.–24. kolo) a František Straka (25.–30. kolo), asistenti Jaromír Votík, Stanislav Purkart a Josef Čaloun

### FC Vysočina Jihlava
Libor Macháček (1/0/0),
Branislav Rzeszoto (20/0/9),
Petr Tulis (1/0/0),
Michal Vorel (10/0/2) –
Pavel Bartoš (13/0),
Michal Demeter (13/2),
Petr Heide (6/0),
Michal Kadlec (29/0),
Tomáš Kaplan (28/2),
Milan Kopic (9/1),
Jiří Liška (23/0),
Michal Lovětínský (27/2),
Jiří Malínek (28/0),
Michal Pacholík (14/0),
Luboš Perniš (26/3),
Vladimír Peška (8/2),
Ivo Svoboda (13/1),
Ondřej Šourek (24/0),
Jan Štohanzl (13/0),
Vladimír Vácha (17/0),
Michal Veselý (23/1),
Petr Vladyka (29/5),
Pavel Vojtíšek (16/1),
Marek Zúbek (28/0) –
trenér Karel Večeřa st., asistenti Tomáš Jansa a Libor Macháček

### FK Chmel Blšany
Antonín Buček (2/0/0),
Michal Daněk (16/0/6),
Martin Slavík (13/0/4) –
Jiří Bílek (15/1),
Jan Broschinský (22/0),
David Brunclík (8/1),
Tomáš Buldra (3/0),
Pavel Devátý (28/3),
Marián Dirnbach (10/1),
Filip Dort (15/1),
Martin Horáček (6/0),
Jakub Hottek (8/0),
Štěpán Kacafírek (3/0),
Jan Klasna (1/1),
Daniel Kolář (14/3),
Vlastimil Kožíšek (1/0),
Jiří Krejčí (11/0),
Karel Krejčík (7/0),
Petr Loos (6/0),
Lukáš Michal (16/0),
Martin Müller (13/0),
Lukáš Nachtman (8/0),
Tomáš Pešír (10/0),
Lukáš Pleško (11/0),
Michal Polodna (30/3),
David Střihavka (10/2),
Jakub Süsser (1/0),
Radek Šelicha (15/2),
Radek Šindelář (13/2),
Radek Šourek (23/0),
Petr Trapp (14/0),
Zdeněk Volek (13/0),
Jan Vorel (29/1),
Róbert Zeher (11/0) –
trenér Michal Bílek, asistenti Pavel Průša a Zdenko Frťala